# Casa Nelson
La Nelson House también conocida como Casa Reynolds, es una casa histórica ubicada en Latham, Alabama. Está incluido en el Registro Nacional de Lugares Históricos. Su nominación de 1988 al NRHP afirmó que es localmente significativo como el "ejemplo más puro" del estilo arquitectónico de la Cabaña Criolla en el Condado de Baldwin.

## Descripción e historia
Construida en 1912, la Casa Nelson es un marco de un piso, una casa de cuatro bahías que descansa sobre una base de pared de ladrillos. Hay dos chimeneas interiores en su techo a dos aguas, una en la pendiente delantera y otra en la pendiente trasera, cada una con chimeneas adosadas. Un porche delantero empotrado cubre toda la fachada. Los extremos de los hastiales expansivos son una pista para el constructor original que proporciona espacio para un medio piso que nunca se agregó.
Fue agregado al Registro Nacional de Lugares Históricos el 20 de diciembre de 1988.